# Departamento de Retalhuléu
Retalhuléu, oficialmente el Departamento de Retalhuléu, es uno de los veintidós departamentos que conforman la República de Guatemala, ubicado en la región suroccidental del país, limita al norte con Quetzaltenango, al sur con el Océano Pacífico, al este con Suchitepéquez; y al oeste San Marcos. Se divide administrativamente por 9 municipios, incluyendo su cabecera: la ciudad de Retalhuléu. Este departamento posee un clima cálido todo el año, ya que sus temperaturas van de los 22 a los 34 °C.   Actualmente, Retalhuléu se encuentra entre la lista de los diez departamentos más importantes de Guatemala.

## Historia
Retalhuléu departamento de Guatemala, que por sus habitantes es también descrito como La capital del mundo. 
Su etimología parece provenir de las voces quichés retal que significa «señal», hul que significa «hoyo» y uleu que significa «tierra», lo que quiere decir «hoyo en la tierra», con los elementos del idioma quiché, podemos decir que esto se traduce en Señal de la Tierra. 
Existe también la leyenda bastante generalizada pero sin confirmación histórica conocida, que habiendo solicitado los indígenas al conquistador Pedro de Alvarado que delimitase sus tierras, este se situó en un punto, requirió su espada y con la misma trazó una señal en el aire para dividir así las tierras. Se ha dicho que Alvarado señaló a la derecha todo el territorio Mam y a la izquierda el territorio Quiché, cuyo límite quedó justamente en el río Nil, cerca de la actual cabecera departamental de Retalhuléu.
En la época precolombina esta región fue ocupada por varios grupos. Según el doctor Shook supone que unos doscientos años después de Cristo, existió en el sitio llamado Acapán, cerca del Pacífico, un puerto marítimo con magníficas condiciones naturales, del cual partían embarcaciones rudimentarias con valiosos cargamentos de sal, productos agrícolas y tejidos provenientes del altiplano.
A 18 kilómetros de la cabecera, sobre la ruta a Champerico, hay restos de una ciudad antigua, con plazas y juegos de pelota. El nombre del departamento registra la antigüedad de su población, ya que se derivó del área conocida como Santa Catarina Retalhuléu que pertenecía durante el período hispánico, a la provincia de Zapotitlán.
A mediados del siglo XVI por problemas de fondos para pagos, el rey suprimió la alcaldía y como resultado de esto, según el historiador Domingo Juarros, en 1574 la jurisdicción de Guatemala se extendió hasta la provincia de Zapotitlán.
Retalhuléu perteneció un tiempo al corregimiento de Suchitepéquez. En 1581 el alcalde mayor, Juan de Estrada, pidió a la corona que fueran devueltos a Zapotitlán los pueblos que le quitaron para formar otros corregimientos suprimiéndose Atitlán, Tecpanatitlán y Quetzaltenango, quedando todos en jurisdicción de Zapotitlán. En el período hispánico el departamento fue dividido en dos zonas: La primera con predominio de la población indígena, observándose el cultivo del maíz y la segunda como zona del Pacífico la cual, desde los primeros tiempos de la dominación española, fue modificada por las plantaciones de carácter extranjero como la caña de azúcar, el añil y en tiempos más modernos la cochinilla y plantaciones de café.
Posiblemente esta sea la razón por la cual las cabeceras municipales están asentadas en la parte norte del departamento, separadas por cortas distancias, mientras que la parte sur está ocupada por las grandes fincas y haciendas. La región, a finales del siglo XVII y parte del XVIII, se vio afectada por una severa crisis ocasionada por la baja del cacao en los mercados internacionales.
El Ayuntamiento sin consultar con el pueblo, decretó la anexión a México en diciembre de 1821. Esto creó una serie de incidentes que al final hicieron que el departamento regresara a la provincia de Guatemala. Más tarde, arrastrado por corrientes sociales y políticas, se separó nuevamente para formar el Estado de los Altos como parte del departamento de Sololá. Retalhuleu fue escenario de cruentas batallas en las luchas reformistas de 1871.
Según versiones locales, la cabecera fue incendiada, uniéndose finalmente a los revolucionarios. El desarrollo de su economía se incrementó desde que fue habilitado oficialmente el puerto de Champerico el 10 de junio de 1871. En 1920 este departamento fue uno de los centros del Unionismo, así como la primera cabecera que desconoció a Manuel Estrada Cabrera como Presidente de Guatemala.
Este departamento fue creado por decreto n.º 194 del 16 de octubre de 1877, cuando se segregó de Suchitepéquez.
Es durante el período Republicano (1821 a nuestros días), que se crea el departamento de Retalhuléu por Decreto del 16 de octubre de 1877, al tomarse en cuenta el incremento del comercio y la agricultura en la región. Y debido a la dificultad de llevar a cabo la administración del departamento de Suchitepéquez se estableció que una parte de este, formaría este nuevo departamento.
Es en el año de 1849 que quedan habilitadas las aduanas para el comercio de importación y exportación en Champerico, constituyéndose en uno de los puntos de mayor importancia de entrada marítima por el Océano Pacífico de Centroamérica. A esto hay que agregar la belleza de sus playas como centro de esparcimiento y recreación, atractivo que se ha mantenido hasta la fecha.
La pujanza económica que alcanzó el departamento a partir del período Liberal en la última parte del siglo XIX, como resultado del cultivo del café, permitió al departamento ubicarse como uno de los lugares más prósperos del país, debido a la fertilidad y riqueza de su suelo.
A finales del siglo XX, se puede afirmar que Retalhuleu es uno de los departamentos más ricos de la Costa Pacífica y aún más notoria es su prosperidad, cordialidad, belleza natural y cultural, que lo ha situado como uno de los departamentos más importantes del país.
Su situación geográfica, le augura un potencial de desarrollo a sus habitantes, dadas las características singulares, al ubicarse como punto de confluencia entre la zona del Altiplano Occidental del país, y la zona Costa Sur Pacífica. Además, representa un punto estratégico para el desarrollo de la región, y que es aprovechado por los retaltecos.

## Geografía

### Hidrografía
Este departamento es fuertemente irrigado por varios ríos, entre los que existen: Ocosito o Tilapa, Sis, Oc, Samalá, Bolas, Cola de Pollo, etc. 
Río Samalá: sus orígenes están por Sibilia, San Carlos Sija y San Francisco el Alto, recibiendo numerosos afluentes; penetra al departamento de Quetzaltenango por Salcajá, con una anchura media de 15 m, por uno de profundidad. Pasa por Zunil en terrenos sumamente quebrados formando cascadas y arrastrando gran cantidad de piedra y arena. Entra en el departamento de Retalhuléu, entre El Palmar y San Felipe, desemboca en el Pacífico, en el lugar donde estuvo el puerto de San Luis que se destruyó durante la erupción del Santa María en 1902. Mueve molinos de trigo en Totonicapán, San Cristóbal y Cantel, donde también, da fuerza a la fábrica de hilados y tejidos. En Zunil y Santa María de Jesús mueve la hidroeléctrica que proporciona la energía de que goza casi todo Occidente. Es el más largo y caudaloso de la cuenca del Pacífico. Su principal afluente es el Xequijel o Siguilá.
Río Sis e Icán: el río Sis, sirve de línea divisoria entre Retalhuléu y Suchitepéquez, se une al río Icán, el cual atraviesa los municipios de San Francisco Zapotitlán, Cuyotenango, San Lorenzo y Mazatenango.
Río Ocosito o Tilapa. Formado por los ríos Ocosito, que nace en las faldas del Siete Orejas, y el Tilapa. Marca límite entre Quetzaltenango y Retalhuléu. Antes de su desembocadura forma grandes esteros y su anchura llega a tener 80 m por 3 de profundidad. Ha arrastrado gran cantidad de piedras y arena, hasta el punto de modificar la fisonomía de la región.

### Zonas de vida vegetal
Este departamento por la zona en que se encuentra ubicado se le identifican tres zonas de vida bien definidas:
- bs-S Bosque Seco Subtropical
- bh-S(c) Bosque húmedo Subtropical (Cálido)
- bmh-SC(c) Bosque muy húmedo Subtropical (Cálido)

### Áreas protegidas
El sitio arqueológico de Takalik-Abaj.
Manchon Guamuchal - El Chico

### Vías de comunicación
Entre las carreteras principales, además de las rutas nacionales, está la Internacional del Pacíficos CA-2, que partiendo de la frontera con el Salvador continua hasta la frontera con México. De esta carretera a la altura de San Sebastián se desprende un ramal que lo comunica con Quetzaltenango. Cuenta también con carreteras a nivel departamental, caminos roderas, y veredas que unen a la cabecera con sus poblados y comunidades rurales. Cuenta con 128 km de asfalto y 63 de terracería. En este departamento aún existen las estaciones del ferrocarril, y posee varias pistas de aterrizaje.

### Uso actual de la tierra
Este departamento, por tener un clima variado, y dentro de su extensión territorial, limita con las playas del Pacífico, posee un uso de la tierra capacitado para la siembra de todo tipo de cultivos, bosques, frutales, ganado vacuno, etc., siendo de excelente calidad.

### Capacidad productiva de la tierra
En este departamento el que más sobresale es la clase agrológica III, que nos dice que son tierras cultivables sujetas a medianas limitaciones, aptas para el riego con cultivos muy rentables, con topografía plana ondulada o suavemente inclinada, productividad mediana con prácticas intensivas de manejo.

## Demografía
A continucación se presenta una lista de datos demográficos recolectados en base al censo del 2018, en donde se destacan tres pilares, como lo son la Población, Vivienda y Educación del Departamento de Retalhuleu.
 Retalhuleu cuenta con un total de 326,828 habitantes registrados según los datos del Censo 2018 y para el 2024 se estima un poco más de 380,000 personas en el departamento.
| Gráfica de evolución demográfica de Departamento de Retalhuléu entre 1880 y 2024                           |
| |
| Población de los censos y conteos del Instituto Nacional de Estadística de Guatemala (INE) de 1880 a 2024. |

| Datos Demográficos según el Censo 2018 | Datos Demográficos según el Censo 2018 | Datos Demográficos según el Censo 2018 |
| Sacatepéquez                           | Sacatepéquez                           | Sacatepéquez                           |
| POBLACIÓN                              | POBLACIÓN                              | POBLACIÓN                              |
| Población Total                        | 326,828                                | 326,828                                |
| -------------------------------------- | -------------------------------------- | -------------------------------------- |
| Hombres                                | 159,745                                | 48.88%                                 |
| Mujeres                                | 167,083                                | 51.12%                                 |
| Población por Grupos de Edad           |                                        |                                        |
| 0-14 años                              | 108,898                                | 33.32%                                 |
| 15-64 años                             | 198,459                                | 60.72%                                 |
| 65 y más años                          | 19,471                                 | 5.96%                                  |
| Población por Área                     |                                        |                                        |
| Urbano                                 | 187,401                                | 57.34%                                 |
| Rural                                  | 139,427                                | 42.66%                                 |
| Población por Pueblos                  |                                        |                                        |
| Ladino                                 | 276,576                                | 84.62%                                 |
| Maya                                   | 48,871                                 | 14.95%                                 |
| Afrodescendiente                       | 684                                    | 0.21%                                  |
| Extranjero                             | 381                                    | 0.12%                                  |
| Garífuna                               | 258                                    | 0.08%                                  |
| Xinka                                  | 58                                     | 0.02%                                  |
| VIVIENDA                               |                                        |                                        |
| Edad Promedio                          | 26.57                                  | 26.57                                  |
| Total Viviendas                        | 87,869                                 | 87,869                                 |
| Promedio Personas                      | 4.43                                   | 4.43                                   |
| EDUCACIÓN                              |                                        |                                        |
| Promedio de Escolaridad                | 6.30 años                              | 6.30 años                              |
| Ninguno                                | 39,336                                 | 14%                                    |
| Pre Primaria                           | 6,584                                  | 2%                                     |
| Primaria                               | 129,181                                | 47%                                    |
| Media                                  | 89,112                                 | 32%                                    |
| Superior                               | 10,136                                 | 3%                                     |
| Alfabetismo                            | 83.41%                                 | 83.41%                                 |

## División Política
El departamento de Retalhuléu está conformado por 9 municipios, estos son:
| 1. Retalhuléu 2. San Sebastián 3. Santa Cruz Muluá 4. San Martín Zapotitlán 5. San Felipe 6. San Andrés Villa Seca 7. Champerico 8. Nuevo San Carlos 9. El Asintal |

Municipio por Población
| Población por municipio del Departamento de Retalhuléu | Población por municipio del Departamento de Retalhuléu | Población por municipio del Departamento de Retalhuléu | Población por municipio del Departamento de Retalhuléu | Población por municipio del Departamento de Retalhuléu | Población por municipio del Departamento de Retalhuléu | Población por municipio del Departamento de Retalhuléu |
| N.                                                     | Municipio                                              | Estimación                                             | Censo                                                  | Censo                                                  | Crecimiento                                            | Superficie (estimada)                                  |
| N.                                                     | Municipio                                              | 2024                                                   | 2018                                                   | 2002                                                   | Δ (2002-2018)                                          | Superficie (estimada)                                  |
| ------------------------------------------------------ | ------------------------------------------------------ | ------------------------------------------------------ | ------------------------------------------------------ | ------------------------------------------------------ | ------------------------------------------------------ | ------------------------------------------------------ |
| 1                                                      | Retalhuléu ✪                                           | 112 894                                                | 90 505                                                 | 70 470                                                 | ▲ 28,4%                                                | 128 km²                                                |
| 2                                                      | San Andrés Villa Seca                                  | 57 876                                                 | 47 820                                                 | 32 819                                                 | ▲ 45,7%                                                | 112 km²                                                |
| 3                                                      | Nuevo San Carlos                                       | 42 791                                                 | 39 565                                                 | 27 274                                                 | ▲ 45,1%                                                | 451 km²                                                |
| 4                                                      | El Asintal                                             | 44 607                                                 | 36 882                                                 | 27 812                                                 | ▲ 32,6%                                                | 361 km²                                                |
| 5                                                      | Champerico                                             | 39 666                                                 | 32 815                                                 | 25 280                                                 | ▲ 29,8%                                                | 103.6 km²                                              |
| 6                                                      | San Sebastián                                          | 31 244                                                 | 29 167                                                 | 21 725                                                 | ▲ 34,3%                                                | 32 km²                                                 |
| 7                                                      | San Felipe                                             | 27 520                                                 | 24 446                                                 | 17 268                                                 | ▲ 41,6%                                                | 790 km²                                                |
| 8                                                      | Santa Cruz Muluá                                       | 16 737                                                 | 13 545                                                 | 10 661                                                 | ▲ 27,0%                                                | 24 km²                                                 |
| 9                                                      | San Martín Zapotitlán                                  | 13 448                                                 | 12 083                                                 | 8 102                                                  | ▲ 49,1%                                                | 28.50 km²                                              |
| Retalhuleu                                             | Retalhuleu                                             | 386 783                                                | 326 828                                                | 241 411                                                | ▲ 35,38%                                               | 1860 km²                                               |

## Desarrollo
El Departamento de Retalhuléu se ubica en el octavo puesto de los 22 departamentos en el Índice de Desarrollo Humano, su crecimiento se debe principalmente a la inversión privada que ha recaído en el departamento. Retalhuléu experimentó un aumento considerable de 0,543 a 0,650 puntos entre el año 2002 al 2018. 
Los municipios más desarrollados del departamento de Retalhuléu son: San Felipe con un IDH de 0,705 , su alto desarrollo se debe a su buen desempeño en el área de la salud y su cercanía y fácil acceso a los departamentos de Quetzaltenango y Suchitepéquez , otro municipio con un alto nivel de desarrollo humano es San Martín Zapotitlán con un IDH de 0,698, una de las razones se debe a la apertura de parques temáticos incluido hoteles del IRTRA, lo que ha generado un auge turístico tanto nacional como internacional, lo que a su vez ha traído inversión en hotelería y comercios y con esto se prevé que en el futuro, la zona se siga proyectando como un motor económico a nivel departamental como nacional. Ese cambio tan repentino ha mejorado las condiciones del municipio y de otros cercanos como  San Felipe y Santa Cruz Muluá. 
Por otra parte, entre los municipios menos desarrollados se destaca San Andrés Villa Seca con un IDH de 0,593 y Champerico con 0,604 , el motivo de esto es por el abandono que estos han sufrido en los últimos años , ambos se encuentran rezagados en el nivel educativo y eso provoca un desaceleramiento en los niveles de desarrollo.
| N.         | Municipio             | IDH 2018 | IDH 2002 |
| IDH Alto   | IDH Alto              | IDH Alto | IDH Alto |
| ---------- | --------------------- | -------- | -------- |
| 1          | San Felipe            | 0,705    | 0,610    |
| 2          | San Martín Zapotitlán | 0,698    | 0,578    |
| IDH Medio  |                       |          |          |
| 3          | Retalhuléu            | 0,684    | 0,589    |
| 4          | Santa Cruz Muluá      | 0,661    | 0,551    |
| 5          | San Sebastián         | 0,651    | 0,565    |
| 6          | Nuevo San Carlos      | 0,639    | 0,517    |
| 7          | El Asintal            | 0,621    | 0,493    |
| 8          | Champerico            | 0,604    | 0,515    |
| 9          | San Andrés Villa Seca | 0,593    | 0,476    |
| Retalhuleu | Retalhuleu            | 0,648    | 0,544    |

| N. | Municipio             | IDH Según Indicadores | IDH Según Indicadores | IDH Según Indicadores |
| N. | Municipio             | Salud                 | Educación             | Nivel de Vida         |
| -- | --------------------- | --------------------- | --------------------- | --------------------- |
| 1  | San Felipe            | 0,886                 | 0,581                 | 0,679                 |
| 2  | San Martín Zapotitlán | 0,879                 | 0,588                 | 0,658                 |
| 3  | Retalhuléu            | 0,834                 | 0,558                 | 0,684                 |
| 4  | Santa Cruz Muluá      | 0,804                 | 0,553                 | 0,650                 |
| 5  | San Sebastián         | 0,799                 | 0,536                 | 0,643                 |
| 6  | Nuevo San Carlos      | 0,804                 | 0,512                 | 0,635                 |
| 7  | El Asintal            | 0,775                 | 0,501                 | 0,616                 |
| 8  | Champerico            | 0,786                 | 0,458                 | 0,612                 |
| 9  | San Andrés Villa Seca | 0,760                 | 0,457                 | 0,599                 |
| -  | Retalhuleu            | 0,814                 | 0,527                 | 0,641                 |

### Población que vive en el departamento según IDH
| N. | Municipio             | IDH 2018 | Población | Según Desarrollo |
| -- | --------------------- | -------- | --------- | ---------------- |
| 1  | San Felipe            | 0,705    | 24,446    | 36,529           |
| 2  | San Martín Zapotitlán | 0,698    | 12,083    | 36,529           |
| 3  | Retalhuléu            | 0,684    | 90,505    | 290,299          |
| 4  | Santa Cruz Muluá      | 0,661    | 13,545    | 290,299          |
| 5  | San Sebastián         | 0,651    | 29,167    | 290,299          |
| 6  | Nuevo San Carlos      | 0,639    | 39,565    | 290,299          |
| 7  | El Asintal            | 0,621    | 36,882    | 290,299          |
| 8  | Champerico            | 0,604    | 32,815    | 290,299          |
| 9  | San Andrés Villa Seca | 0,593    | 47,820    | 290,299          |
| -  | Retalhuleu            | 0,648    | 0,648     | 0,648            |

## Costumbres y Tradiciones
De Retalhuléu, la feria principal es la que se celebra en la cabecera, y es del 2 al 12 de diciembre, siendo el día principal el 8, fecha en que la Iglesia Católica conmemora la Inmaculada Concepción de la Virgen María, Santa Co-Patrona del lugar y el 13 de Junio al Santo Patron San Antonio De Padua 
En San Sebastian las celebraciones son pocas las cuales inician desde el 15 de enero al 27 de enero, siendo el 20 de enero fecha principal en la cual se celebra el día de San Sebastián Martir, y el 13 de diciembre en honor a la Co-patrona Santa Lucia Virgen y Martir en San Sebastián.
Durante el mes de marzo se dan dos celebraciones en la fecha 19 con el día de San José en Champerico y El Asintal.
En el mes de mayo se dan dos celebraciones una el 3 con el día de Santa Cruz en Santa Cruz Muluá y el 13 con el día de San Felipe Apóstol en San Felipe.
En el mes de noviembre también se dan dos celebraciones una el 11 con el día de San Martín Obispo de Tours en San Martín Zapotitlan y el 30 con el día de San Andrés Apóstol en San Andrés Villa Seca. 
Estas son las celebraciones por fecha del departamento de Retalhuleu San Sebastián: 20 de enero, San Sebastián Martir, 13 de diciembre Santa Lucia Virgen y Martir 
Champerico: 19 de marzo, San José El Asintal: 19 de marzo, San José Santa Cruz Muluá: 3 de mayo, La Santa Cruz
San Felipe: 13 de mayo, San Felipe Apóstol San Martín Zapotitlán: 11 de noviembre, San Martín Obispo de Tour San Andrés Villa Seca: 30 de noviembre, San Andrés Apóstol Retalhuleu: 8 de diciembre, Virgen de la Inmaculada Concepción, 13 de junio, San Antonio De Padua 
Nuevo San Carlos: 4 de Noviembre, San Carlos Borromeo.

## Idiomas
El idioma oficial es el Español. Ancestralmente sus habitantes se han comunicado en K'iché y Mam, idioma que persiste a la fecha en el habla de los nativos mayas, sobre todo en municipios como: San Felipe, San Martín Zapotitlán, San Sebastián y Champerico.

## Economía
Este departamento es uno de los más importantes de la República por su riqueza natural, su agricultura, industria, comercio y magníficas vías de comunicación. Por ser un departamento eminentemente agrícola e industrial, concurren temporalmente trabajadores migratorios que provienen del altiplano.
La topografía del departamento es bastante quebrada, pues sus alturas varían entre los 614 metros sobre el nivel del mar en San Felipe, descendiendo paulatinamente hasta los 5 metros en Champerico a la orilla del mar, por lo que su clima en general es más cálido que templado. Por esta razón, es una zona fuerte de producción agrícola y ganadera. Entre los cultivos de esta región tenemos: maíz, fríjol, café, caña de azúcar, arroz, algodón, hule, palma africana, bosques diversos. Existen además varias haciendas ganaderas así como la explotación y aprovechamientos de los recursos marítimos en el Puerto de Champerico, con las salinas y la pesca.
En este lugar también se encuentra diversos tipos de industrias, entre las que sobresalen las fábricas de aceites esenciales, las desmotadoras de algodón, fábricas de hilados, ingenios azucareros, beneficios de café, fábricas de papel, fábricas procesadoras de mariscos, etc.; y entre sus producciones artesanales podemos mencionar la producción de panela, instrumentos musicales, tejidos típicos de algodón y otros.
En el departamento de Retalhuléu (del 100% de su población) tiene un 56.1% en pobreza o un 15.3% en pobreza extrema según datos del PNUD 2014. 

## Sitios turísticos y arqueológicos

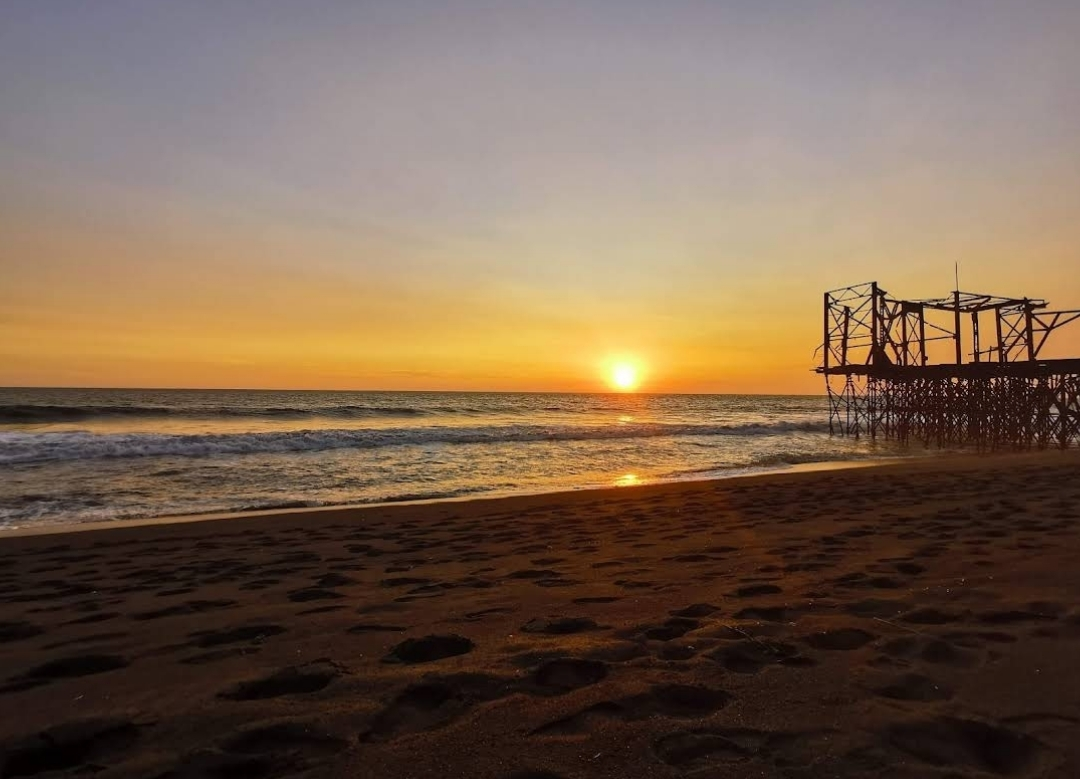
Playas de Champerico.

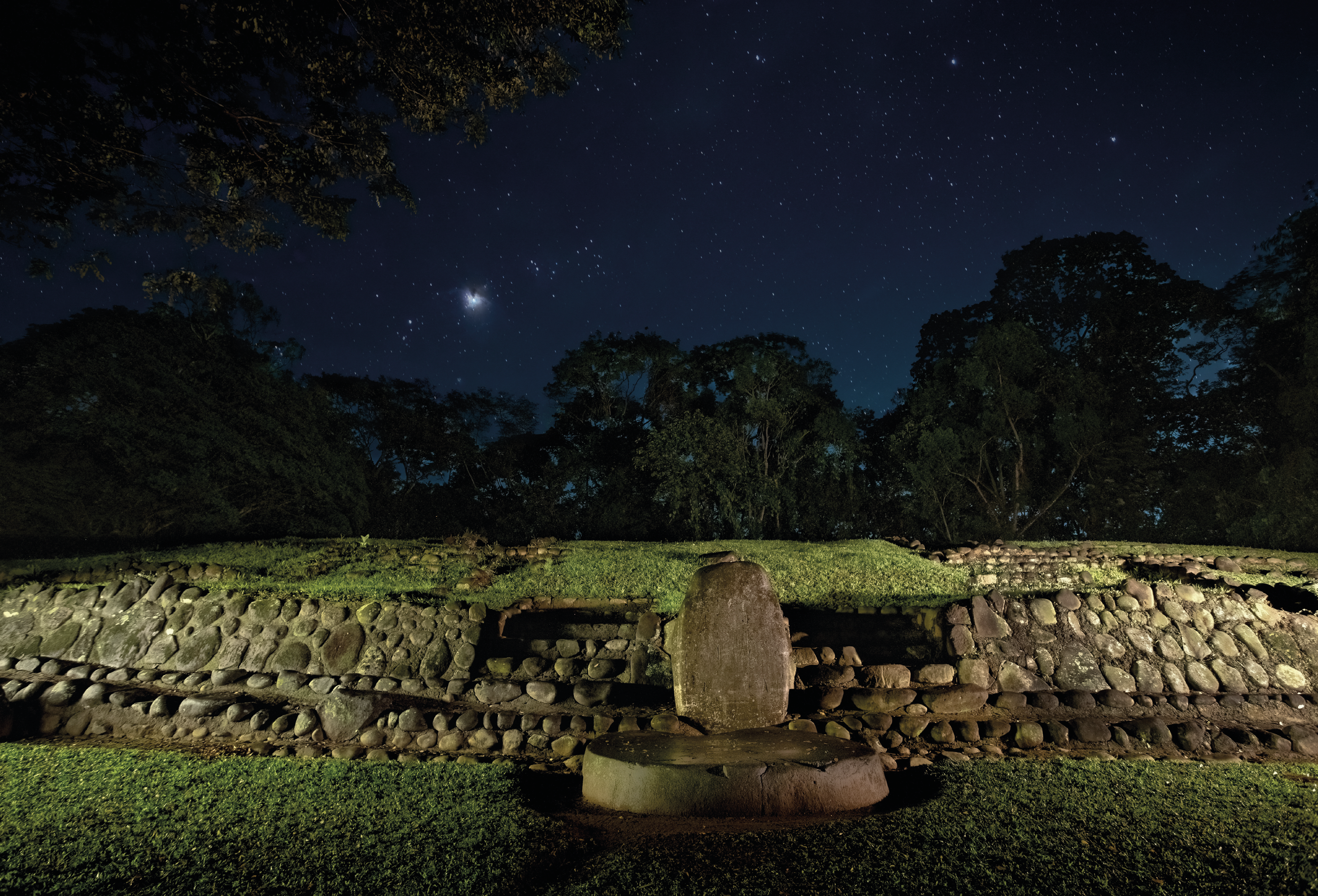
Sitio arqueológico de Takalik Abaj.

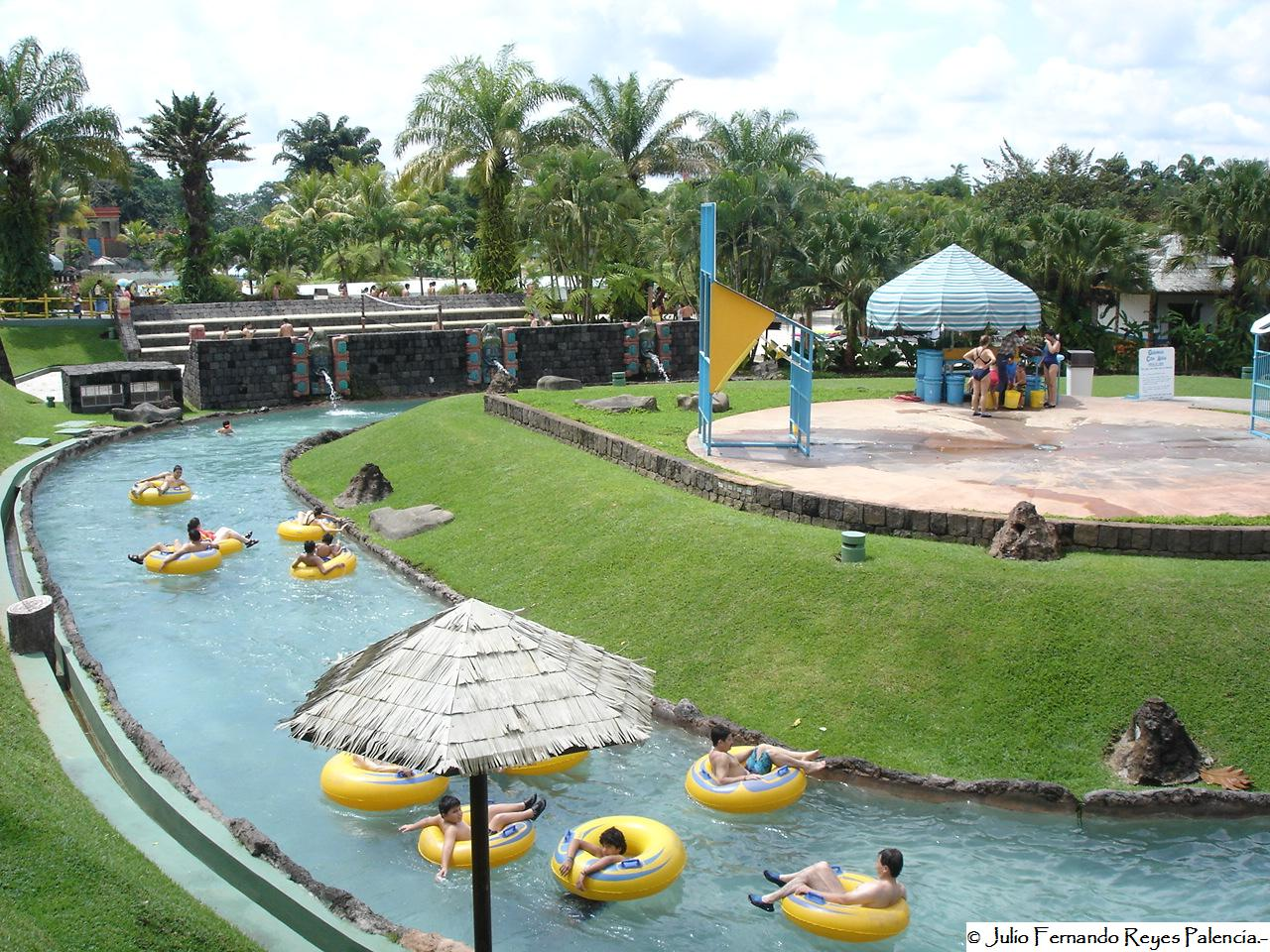
Parque Acuático Xocomil.

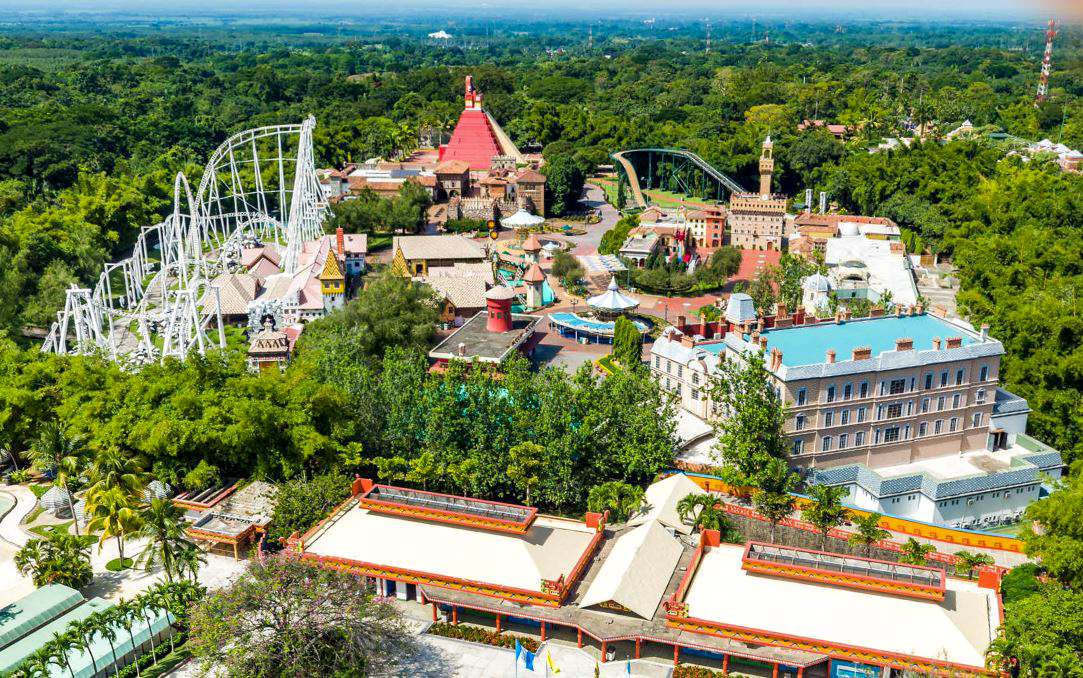
Gran Parque de Diversiones Xetulul.

Dentro de sus atractivos naturales, este departamento posee varios lugares como la playa Grande, playa La Verde, Lago Ocosito, playa Río Samalá, Playas de Champerico, Laguna El Tigre, etc. Además en este departamento se localizan Las Ruinas de San Juan Noj, vestigio de la existencia de un pasado glorioso en esta región. También el sitio arqueológico de Takalik Abaj en el municipio del Asintal, en donde existió esta ciudad maya del preclásico. En este departamento se encuentra el IRTRA, una zona de parques recreativos y hoteles. Retalhuléu se encuentra al sur del país y cuenta con un precioso panorama a la orilla del Pacífico.
También cabe mencionar que dentro de los centros turísticos se encuentra el centro histórico de Retalhuléu , dicho centro histórico de Retalhuléu, abarca toda la zona 1 del Casco Urbano de Retalhuléu. Dentro de los Edificios Históricos se encuentra el Palacio Departamental de Retalhuléu, El edificio de Correos y Telégrafos, el museo, el edificio de La Policía Nacional Civil, la iglesia católica San Antonio de Padua y un centenar de edificaciones públicas y privadas.